# Державна реєстрація суб'єктів підприємництва
Державна реєстрація суб'єктів підприємництва — обов'язкова умова здійснення всіх видів підприємницької діяльності кожним підприємцем, що означає необхідність проходження ним певної процедури, яка підтверджується свідоцтвом про реєстрацію.
Мета державної реєстрації — облік, накопичення і контроль відомостей про суб'єктів підприємницької діяльності.
В Україні — засвідчує факт створення або припинення юридичної особи, Засвідчує факт набуття або позбавлення статусу підприємця фізичною особою. Проводиться шляхом внесення відповідних записів до Єдиного державного реєстру юридичних осіб, фізичних осіб-підприємців та громадських формувань.

## Місце державної реєстрації
Місце державної реєстрації — в Україні проводиться за місцезнаходженням юридичної особи, яке може бути як нежитлове приміщення, так і місце реєстрації одного з засновників.

## Документи
Документи, які подаються державному реєстратору для здійснення державної реєстрації підприємства в Україні:
- заповнену реєстраційну картку встановленого зразка;
- рішення засновників або уповноваженого ними органу про створення юридичної особи;
- два примірники установчих документів (статут або модельний статут);
- документ, що засвідчує внесення реєстраційного збору за проведення державної реєстрації юридичної особи.
- якщо до складу засновників входить юридична особа (входять юридичні особи), то інформацію з документами, що підтверджують структуру власності, яка дає змогу встановити фізичних осіб — власників істотної участі цих юридичних осіб.